# ГЕС Hóngyè II
ГЕС Hóngyè II (红叶二级水电站) — гідроелектростанція у центральній частині Китаю в провінції Сичуань. Знаходячись після ГЕС Shīzipíng, становить другий ступінь каскаду на річці Загунао, правій притоці Міньцзян, котра в свою чергу є лівою притокою Дзинші (верхня течія Янцзи).
В межах проекту річку перекрили бетонною греблею висотою 12 метрів та довжиною 56 метрів, яка утримує невелике водосховище з нормальним рівнем поверхні на позначці 2087 метрів НРМ.
Зі сховища через лівобережний гірський масив прокладено дериваційний тунель довжиною 7,7 км, котрий транспортує ресурс до наземного машинного залу. Тут встановили три турбіни потужністю по 30 МВт, які використовують напір у 140 метрів та забезпечують виробництво 490 млн кВт-год електроенергії на рік.
Видача продукції відбувається по ЛЕП, розрахованій на роботу під напругою 220 кВ.